# Cosmești (Teleorman)
Pour les articles homonymes, voir Cosmești.
Cosmești est une commune du județ de Teleorman en Roumanie.